# Porphyra (Constantinople)
Pour les articles homonymes, voir Porphyra.
La Porphyra (en grec : Πορφύρα) est une salle ou un bâtiment appartenant au Grand Palais des empereurs byzantins, recouverte de porphyre, et bâtie vers 750, sous le règne de l'empereur Constantin V. La couleurs pourpre particulière des murs (associée depuis l'antiquité romaine à la pourpre impériale) avait été choisie pour que cette salle soit la pièce où les impératrices devaient accoucher, afin que le nouveau-né ait droit au titre de Porphyrogénète (né dans la pourpre), pour augmenter sa légitimité à s'asseoir plus tard sur le trône impérial. Ce nouveau dispositif, qui perdura pendant plusieurs siècles, s'inscrit dans un souci plus général des empereurs byzantins de remplacer l'antique choix électif de l'empereur par une logique dynastique.

## Le prestige impérial de la pourpre

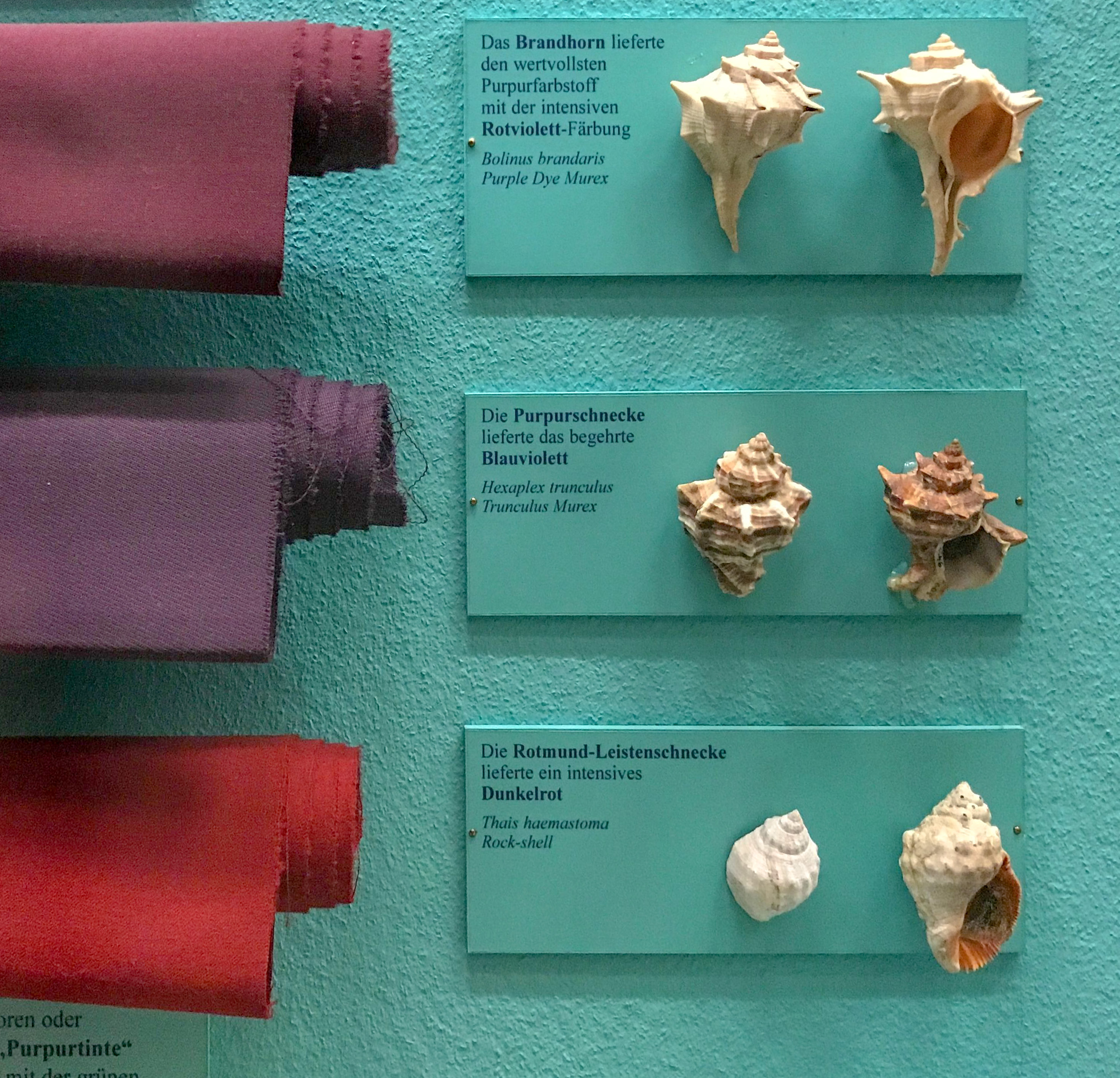
Différentes teintes de tissu selon les types de murex.

La pourpre impériale, ou pourpre de Tyr est une teinture rouge violacée dont l'invention est attribuée aux Phéniciens. La cité phénicienne de Tyr tirait cette pourpre de gastéropodes marins appelés murex. Très coûteuse à produire et d'une exceptionnelle solidité, la pourpre de Tyr faisait partie des produits de luxe du monde méditerranéen antique. Les vêtements teints en pourpre étaient réservés à une élite. À Rome, la toge prétexte, blanche et bordée de pourpre, est portée les magistrats et les garçons de 7 à 17 ans. Seuls les imperatores portaient des vêtements entièrement pourpres. La pourpre devient progressivement le symbole visible de l'Empereur.
À l’époque romaine, la naissance « dans la pourpre » était un terme couramment utilisé pour désigner les enfants impériaux. À l'époque byzantine, les empereurs et leurs familles monopolisaient le port de soies pourpres et envoyaient des cadeaux diplomatiques en tissu pourpre, qui étaient particulièrement appréciés à l’étranger.

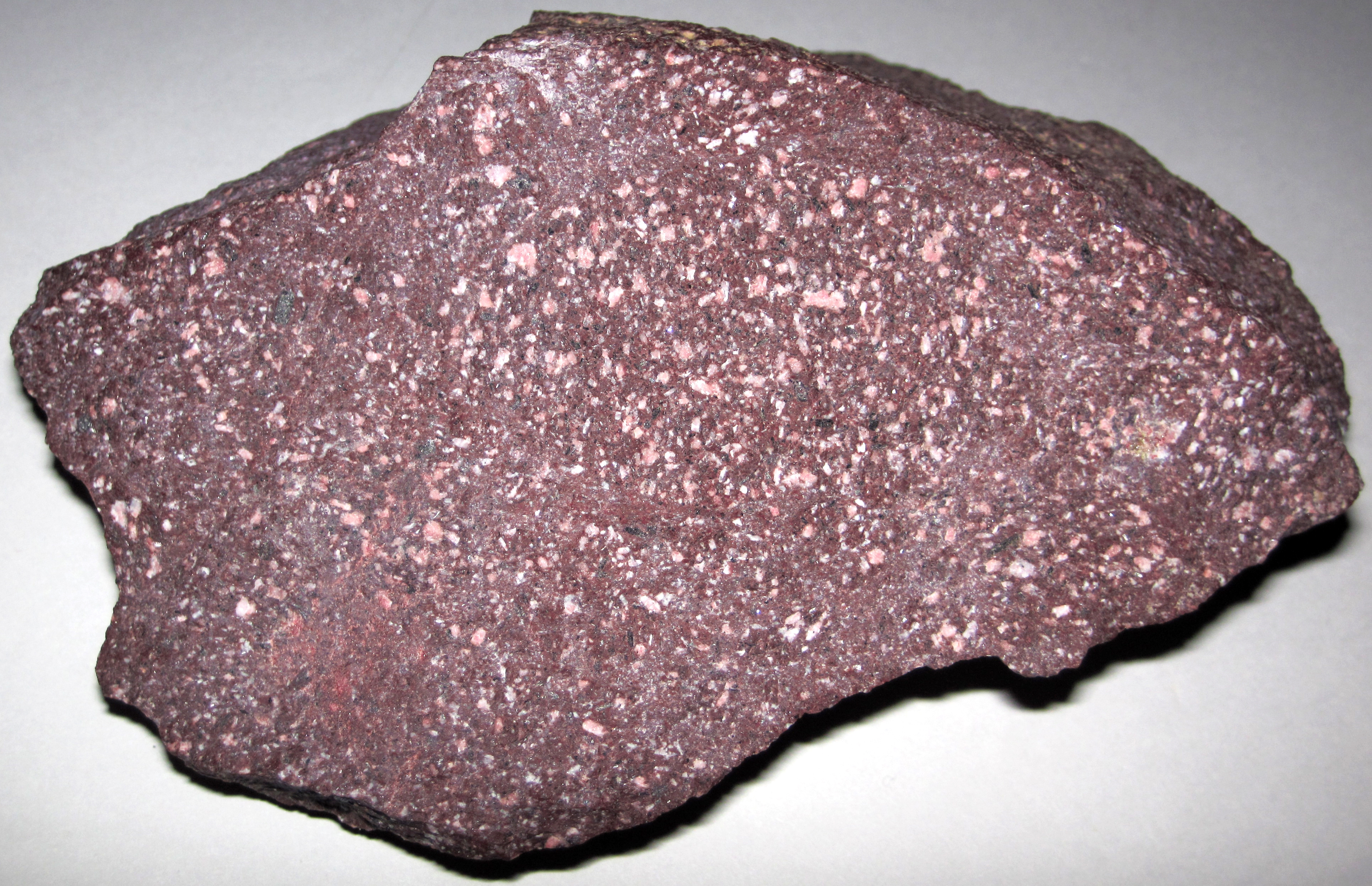
Roche de porphyre impérial provenant du Djebel Dokhan.

Le Porphyre est une pierre violette, extraite d’une seule source en Égypte. Le porphyre rouge antique (lapis porphyrites, pierre pourpre) est une andésite à faciès paléovolcanique dont les feldspaths et la pâte sont colorés par de l'épidote rose (piémontite). Les carrières se trouvent sur le djebel Dokhan (nom ancien : Mons Porphyrites ou Mons Igneus), une chaîne montagneuse située à l’ouest de Hurghada, en plein désert oriental égyptien. L'utilisation de cette pierre, comme pour la teinture de murex, va être progressivement être réservée à l'usage impérial. Seul un empereur par exemple avait le droit d'être enseveli dans un sarcophage de porphyre.

## Création de la salle et projet dynastique
Une légende rapporte que la salle avait été construite par l'empereur Léon III l'Isaurien après que son épouse eut accouché chez un particulier au retour d’une procession qu’elle avait faite à l'église Sainte-Marie-des-Blachernes sans avoir eu le temps de revenir au Palais.
C'est plus probablement l'empereur Constantin V qui fait bâtir la pièce avant 750 afin que sa première épouse, Tzitzak (renommée Irène après son mariage et originaire de l'empire des Khazars, au nord de la mer Noire) y accouche. Le revêtement de couleur pourpre permettait de transformer le sens figuré de l'expression "né dans la pourpre" au sens propre avec un qualificatif désormais accolé au nom du nouveau-né : Porphyrogénète . Il s’agissait d’un procédé nouveau et créatif qui introduisait un nouveau titre afin de renforcer l’autorité impériale dynastique,,.
Le premier enfant connu qui naquit dans la Porphyra est Léon IV, le 25 janvier 750, fils de Constantin V et porteur de tous ses espoirs dynastiques. La détermination de Constantin à assurer la continuité de sa dynastie, déjà représentée par  la construction de la Porphyra, est confirmée par le couronnement du petit Léon comme co-empereur un an plus tard.
S'il n'est ni le seul ni le premier, Constantin V cherche en effet à imposer le principe de l’héritage dynastique de père en fils et rendre la fonction d’empereur héréditaire, en rupture avec le principe romain d’élection, dans lequel le Sénat et l’armée jouaient un rôle majeur. La Chambre pourpre participe à ce nouveau mode médiéval de désignation de l’héritier présomptif, en cherchant à écarter l’aristocratie sénatoriale et les généraux.
Ce processus ne fut jamais définitif à Constantinople et ne dissuada pas les rivaux et les usurpateurs. La Porphyra a pourtant parfois aidé une légitimation difficile. L'empereur Léon VI le Sage qui n'avait pas d'enfant légitime ne pouvait contacter un nouveau mariage en raison de l'opposition du patriarche Nicolas Ier Mystikos. L'empereur attendit que sa maîtresse Zoé Carbonopsina fut prête à accoucher pour l'envoyer dans la salle pourpre afin que le nouveau-né naisse dans la prestigieuse salle. Leur enfant, le futur empereur Constantin VII Porphyrogénète, fut reconnu comme l’héritier de son père et devint le plus célèbre des enfants nés dans la pourpre et toujours identifié par son titre de Porphyrogénète.
Les princesses impériales profitaient aussi du prestige de la pourpre. À cette époque, le terme Porphyrogénète était reconnu en Occident comme une désignation spéciale, les cours européennes cherchant à organiser des alliances avec une épouse authentiquement impériale.
Le titre prestigieux de porphyrogénète ne sera pas toujours l'exclusivité des enfants nés dans la Porphyra. Par exemple, Alexis, fils aîné de Jean II Comnène, et sa sœur jumelle, Marie sont considérés comme des porphyrogénètes bien qu'ils naquirent à Balabista (aujourd'hui Sidirokastro) en Macédoine, au cours d'une campagne militaire et non dans le palais impérial. Le prestige durable du terme porphyrogénète est illustré par le fait qu’après 1204, des membres de la famille Lascaris qui régnaient à Nicée le revendiquèrent, bien qu’ils ne soient pas nés à Constantinople. Au fil du temps, Porphyrogénète devint un titre distinctif de l'empereur, utilisé notamment par la dynastie des Paléologue jusqu'en 1453.
La simple innovation d'une chambre d'accouchement violette pour garantir l'autorité impériale légitime persista ainsi pendant sept cents ans et bénéficia à quatre dynasties régnantes de Byzance.

## Description et localisation

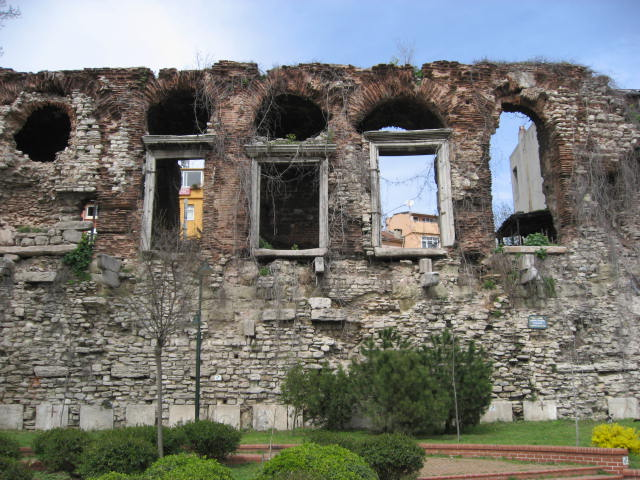
Vestige du palais de Boucoléon, qui était probablement situé non loin de la Porphyra.

Le palais impérial a été presque totalement détruit, rien ne subsiste de la Porphyra. Sa description exacte ainsi que sa localisation précise restent hypothétiques.
Anne Comnène, historienne et fille de l'empereur Alexis Ier Comnène décrit la pièce où elle est elle-même née le 1er décembre 1083 : 

« La Porphyra est une salle du palais impérial, de forme quadrangulaire depuis le bas jusqu’à la naissance du toit, à partir duquel elle finit en pyramide, et elle regarde du côté de la mer le port, à l'endroit où se trouvent les bœufs et les lions de pierre ; le sol est pavé de marbres, et les murs en sont également revêtus: il ne s’agit pas de marbres vulgaires, ni même plus coûteux sans être rares, mais de ceux que les anciens basileis firent chercher à Rome. Ce marbre, pour tout dire, est entièrement couleur de pourpre, parsemé de points blancs comme des grains de sable. C’est à cause de ces marbres, je pense, que nos ancêtres appelèrent cette salle Porphyra »

C'est un des principaux témoignages d'époque qui évoquent le bâtiment. Anna Comnène, connaissant parfaitement l'agencement du palais où elle est née, décrit que depuis la chambre, on avait vue sur le port. Les spécialistes modernes la situe dans les parages du Lausiakos, ou au sud-ouest de l'enceinte palatiale,,.
L'auteur anonyme qui décrit le palais de Théophile signale que deux chambres d'un triclinos construit par Théophile, au sud du Triconque, se trouvaient du côté de la Porphyra. Ce dernier édifice avoisinait donc les constructions de Théophile.
Liutprand de Crémone qui visite Constantinople à la fin du 10e siècle parle de la Porphyra sans en détailler la localisation ni l'agencement. Il la décrit comme un bâtiment indépendant mais sa description reste vague. Il fait par ailleurs une erreur en attribuant la construction à Constantin le Grand et non à Constantin V,.

## Cérémonie de l'accouchement
« L’impératrice pénétrait dans la Porphyra dans les douleurs de l’accouchement. Cette chambre était richement décorée pour l’occasion : le toit était couvert de tissus pourpres. Des tentures de soie étaient suspendues aux murs extérieurs tandis qu’à l’intérieur se trouvait un lit à baldaquin drapé de rideaux brodés d’or et de couvre-lits garnis de pierreries. À côté se trouvait une petite couche pour recevoir le nouveau-né et par-dessus un couvre-lit qui protégeait du mauvais œil. »

L'accouchement était un moment public et politique. Avant la délivrance, le patriarche bénissait la chambre. Un astrologue était même parfois présent pour donner un maximum de chance au destin du nouveau-né et à la politique impériale de son père. Il arrivait que l’empereur assistât à la naissance comme Manuel Ier Comnène, quand Marie d’Antioche accoucha d’Alexis le 14 septembre 1169. Nicétas Choniatès rapporte que son anxiété activa les contractions de l’impératrice et facilita la délivrance.
C'était également dans la Porphyra que  l'impératrice distribuait la pourpre aux dames de l'aristocratie, au moment de la fête des Brumalia,.

## La fin de Constantin VI

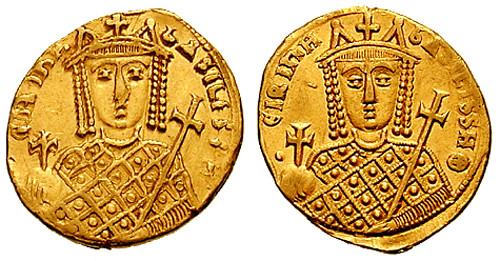
Un solidus à l'effigie d'Irène.

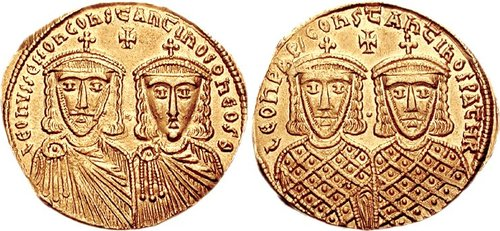
Solidus de Léon IV et de son fils Constantin VI.

La Porphyra acquit une célébrité sinistre quand l'impératrice Irène l'Athénienne y fit aveugler son fils Constantin VI en août 797, dans la chambre même où elle l’avait enfanté 26 ans auparavant, avant de le faire enfermer dans un monastère,